# Foča-Ustikolina
Foča-Ustikolina är en kommun i Bosnien och Hercegovina.   Den ligger i Bosna-Podrinje kanton och entiteten Federationen Bosnien och Hercegovina, i den sydöstra delen av landet, 50 km sydost om huvudstaden Sarajevo. Antalet invånare är 2 213. Arean är 169 kvadratkilometer.